# Стоян-Заимово
Стоян-Заимово (болг. Стоян-Заимово) — село в Болгарии. Находится в Старозагорской области, входит в общину Чирпан. Население составляет 58 человек.

## Политическая ситуация
Стоян-Заимово подчиняется непосредственно общине и не имеет своего кмета.
Кмет (мэр) общины Чирпан — Васил Георгиев Донев (коалиция: Политическое движение социал-демократов (ПДСД) и Объединённый блок труда (ОБТ)) по результатам выборов в правление общины.